# Kevin Bickner
Kevin Bickner (Chicago, 23 september 1996) is een Amerikaans schansspringer. 

## Carrière
Bickner maakte zijn debuut in de wereldbeker in het seizoen 2015/2016. Bij zijn eerste wereldbekerwedstrijd op 5 december 2015 in Lillehammer eindigde hij op de 51e plaats. Hij behaalde nog geen podiumplaats in een wereldbekerwedstrijd. 
In 2018 nam Bickner een eerste keer deel aan de Olympische winterspelen. In het Koreaanse Pyeongchang eindigde Bickner 18e op de kleine schans en 20e op de grote schans. Samen met Casey Larson, William Rhoads en Michael Glasder eindigde Bickner 9e in de landenwedstrijd.

## Belangrijkste resultaten

### Olympische Winterspelen
| Jaar | Plaats      | Resultaten                        |
| ---- | ----------- | --------------------------------- |
| 2018 | Pyeongchang | 18e HS109 20e HS140 9e Team HS140 |

### Wereldkampioenschappen
| Jaar | Plaats  | Resultaten                                         |
| ---- | ------- | -------------------------------------------------- |
| 2017 | Lahti   | 47e HS100 30e HS 130 8e Team HS100 11e Team HS130  |
| 2019 | Seefeld | 48e HS109 37e HS 130 10e Team HS109 11e Team HS130 |

### Wereldkampioenschappen skivliegen
| Jaar | Plaats     | Resultaten |
| ---- | ---------- | ---------- |
| 2018 | Oberstdorf | 24e HS235  |

### Wereldbeker
Eindklasseringen
| Seizoen   | Algm | SV  | 4S  | RAW |
| --------- | ---- | --- | --- | --- |
| 2015/2016 | 77e  | 44e | -   |     |
| 2016/2017 | 42e  | 29e | 45e | 31e |
| 2017/2018 | 39e  | 28e | 51e | 33e |
| 2018/2019 | 51e  | -   | 55e | 58e |
| 2019/2020 | 54e  | -   | 37e | 41e |

### Grand-Prix
Eindklasseringen
| Jaar | Plaats |
| ---- | ------ |
| 2015 | 88e    |
| 2016 | 26e    |
| 2017 | 39e    |
| 2018 | 33e    |
| 2019 | 43e    |